# Альваро Хіменес
Альваро Хіменес (ісп. Álvaro Jiménez, нар. 19 травня 1995, Кордова) — іспанський футболіст, фланговий півзахисник клубу «Альбасете».

## Ігрова кар'єра
Народився 19 травня 1995 року в місті Кордова. Вихованець юнацької команди місцевої «Кордови», а 2010 року перейшов до кантери мадридського «Реала».
У дорослому футболі дебютував 2013 року виступами за «Реал Мадрид C», а з наступного року почав залучатися до «Реал Мадрид Кастілья».
Не пробившись до основної команди «королівського клубу», 2016 року перейшов до «Хетафе», з якого згодом віддавався в оренду до  «Спортінга» (Хіхон) та «Альбасете».
2020 року уклав повноцінний контракт з останнім клубом.